# FC Santa Claus
FC Santa Claus é um clube de futebol finlandês com sede na cidade de Rovaniemi. Fundado em 1992 após a fusão de 2 times da cidade, disputa atualmente a Nelonen, a sexta divisão do Campeonato Finlandês.
Manda as suas partidas no Saarenkylän Stadion, que possui capacidade para receber 2.000 torcedores. Também conhecido como time do Papai Noel (Santa Claus) , é um time forte quando joga em casa e possui torcida predominantemente maior que outros clubes de menor expressão na cidade. Seu uniforme é predominantemente vermelho, enquanto apenas as meias possuem cor diferente (são pretas) e a combinação branca é usada no segundo uniforme.
Em 2012, o time entrou em falência e foi refundado como FC Santa Claus Arctic Circle, alternando entre a terceira e quarta divisões do Campeonato Finlandês até 2018, quando caiu para o quinto nível do futebol nacional. Após a temporada de 2019, o Santa Claus fechou as portas e não disputou nenhuma competição em 2020, voltando à ativa um ano depois, desta vez jogando a sexta divisão.

## Futebolistas notáveis
- Tomer Chencinski
- Raphael Edereho
- Ricardo Friedrich
- Jyri Hietaharju
- Janne Hietanen
- Matti Hiukka
- Tomas Hradecký
- Akseli Kalermo
- Juhani Kangas
- Jarkko Lahdenmäki
- Jarkko Luiro
- Mika-Matti Maisonvaara
- Joni Mäkelä
- Jussi Niska
- Ransford Osei
- Vilim Posinković
- Simo Roiha
- Kari-Pekka Syväjärvi
- Ville Syväjärvi
- Tero Taipale
- Emenike Uchenna Mbachu
- Iiro Vanha
- Miska Ylitolva
- Jukka Yrjänheikki